# Шулаев, Константин Дмитриевич
Константин Дмитриевич Шулаев (4 марта 1915 — 1 сентября 1986) — командир отделения 87-й гвардейской отдельной роты связи 58-й гвардейской стрелковой дивизии 57-й армии Степного фронта, гвардии старший сержант. Герой Советского Союза (1943).

## Биография
Родился 4 марта 1915 года в селе Фёдоровка Нижегородской губернии (ныне Гагинского района Нижегородской области) в крестьянской семье. Русский. Член КПСС с 1944 года. Окончил пять классов неполной средней школы. Работал слесарем на чугунолитейном заводе в городе Мелекесс (Димитровград).
В феврале 1942 года призван в ряды Красной Армии. В боях Великой Отечественной войны с июля 1942 года. Воевал на Степном фронте.
26 сентября 1943 года командир отделения 87-й гвардейской отдельной роты гвардии старший сержант К. Д. Шулаев под сильным огнём противника с первыми лодками переправился через Днепр в районе города Верхнеднепровск и проложил по дну реки кабельную линию. Из-за частых повреждений кабеля дважды наводил новые линии, обеспечив устойчивую связь правого берега с левым. В бою заменил раненого командира взвода.
Указом Президиума Верховного Совета СССР от 20 декабря 1943 года за мужество и героизм, проявленные при форсировании Днепра и удержании плацдарма, гвардии старшему сержанту Константину Дмитриевичу Шулаеву присвоено звание Героя Советского Союза с вручением ордена Ленина и медали «Золотая Звезда» (№ 3568).
С 1946 года лейтенант К. Д. Шулаев — в запасе. Работал в горисполкоме, заведующим производством в артели, заведующим хозяйством в научно-исследовательском институте. Жил в Киеве. Скончался 1 сентября 1986 года.

## Награды
- Герой Советского Союза (1943);
- орден Ленина (1943);
- орден Отечественной войны 1-й степени;
- орден Отечественной войны 2-й степени;
- медали.